# All Out (EP)
All Out (estilizado em caixa alta) é o primeiro EP (extended play) do grupo feminino virtual de K-pop, K/DA. O EP foi lançado em 6 de novembro de 2020 pela Riot Games e Stone Music Entertainment. O álbum contém cinco canções que apresentam vocais da formação original das integrantes, Jeon So-yeon e Cho Mi-yeon do grupo feminino de K-pop: (G)I-dle, Madison Beer e Jaira Burns e uma variedade de cantores influentes, como Bea Miller, Wolftyla, Lexie Liu, Kim Petras, Alunas, Bekuh Boom, integrantes do grupo Twice e Annika Wells. Cada música foi produzida por um dos membros fictícios do grupo. A personagem Seraphine foi introduzida em League of Legends junto ao lançamento do álbum e participa da faixa More.
A canção The Baddest foi escolhida como single em 27 de agosto de 2020, antes do lançamento do álbum. Apesar de não ser um single, a faixa Drum Go Dum foi disponibilizada em Just Dance 2021.

## Lista de faixas
Todas as faixas foram escritas por Rebecca Johnson e Sebastien Najand.
| N.º            | Título | Duração |  |
| 1.             | "The Baddest" (Interpretada por (G)I-dle, Bea Miller, Wolftyla)                                                                             | 2:43    |  |
| 2.             | "More" (Interpretada por Madison Beer, (G)I-dle, Lexie Liu, Jaira Burns, Seraphine)                                                         | 3:37    |  |
| 3.             | "Villain" (Interpretada por Madison Beer, Kim Petras)                                                                                       | 3:19    |  |
| 4.             | "Drum Go Dum" (Interpretada por Aluna, Wolftyla, Bekuh Boom)                                                                                | 3:21    |  |
| 5.             | "I'll Show You" (Interpretada por Park Ji-hyo, Lim Na-yeon, Sana Minatozaki e Son Chae-young do girl group Twice, Bekuh Boom, Annika Wells) | 3:19    |  |
| Duração total: | Duração total: | 16:19   |  |

- Nota: Todas as canções estão estilizadas em caixa alta.

## Créditos
- Riot Music Team  – produção (todas as faixas)
- Sebastien Najand – produção (faixas 1, 3-5)
- Yasuo            – produção (faixa 1)
- Oscar Free       – voz adicional (faixas 1, 3-5)
- Aaron Aguilar    – voz adicional (faixas 3)
- Akali            – produção executiva (faixa 1)
- K/DA             – produção executiva (faixa 2)
- Seraphine        – produção executiva (faixa 2)
- Evelynn          – produção executiva (faixa 3)
- Kai'Sa           – produção executiva (faixa 4)
- Ahri             – produção executiva (faixa 5)

## Desempenho comercial
| Chart (2020)                   | Melhor posição |
| ------------------------------ | -------------- |
| França (SNEP)                  | 186            |
| Nova Zelândia (RMNZ)           | 36             |
| Espanha (PROMUSICAE)           | 54             |
| Estados Unidos (Billboard 200) | 176            |